# Cyklaza adenylowa
Cyklaza adenylowa, cyklaza adenylanowa, adenylocyklaza (EC 4.6.1.1) – enzym syntezujący cykliczny adenozyno-3′,5′-monofosforan (cAMP) z adenozyno-5`-trójfosforanu (ATP): 
W analogiczny sposób przekształca deoksyadenozyno-5′-trifosforan w cykliczny deoksyadenozyno-3′,5′-monofosforan.
Niektóre hormony zwiększają aktywność cyklazy adenylowej, prowadząc do wzrostu stężenia cAMP. Adenocyklaza współdziała z białkami G.